# کنگه (جمهوری آذربایجان)
کنگه (به ترکی آذربایجانی: Kənəə) یک منطقهٔ مسکونی در جمهوری آذربایجان است که در شهرستان اسماعیللی واقع شده‌است.